# Frederic I de Meissen
Frederic I, supranumit cel Viteaz și cel Mușcat (n. 1257, Eisenach, Turingia, Sfântul Imperiu Roman – d. 16 noiembrie 1323, Eisenach, Turingia, Sfântul Imperiu Roman), membru al Casei de Wettin, a fost margraf de Meissen și landgraf de Turingia.

## Biografie
Frederic a fost fiul margrafului Albert cel Degenerat de Meissen cu Margareta de Sicilia din familia Hohenstaufen. Potrivit legendei, mama sa, părăsindu-și soțul vinovat de adulter în 1270, a fost atât de doborâtă de durerea despărțirii încât a mușcat obrazul fiului ei, Frederic, de unde și supranumele său: „cel Mușcat”.
Mama sa era sora împăratului Frederic al II-lea. De aceea, după moartea lui Conradin în 1268, Frederic a devenit moștenitor legitim al pretențiilor familiei de Hohenstaufen, drept pentru care a pretins Regatul Siciliei, purtând o perioadă titlurile de rege al Ierusalimului, rege al Siciliei și de duce de Suabia.
Cu toate acestea, pretențiile sale nu au avut succes. Suabia, dată ca gaj de Conradin înaintea ultimei sale expediții, s-a dezintegrat ca unitate teritorială. Frederic nu a fost recunoscut în sudul Italiei unde Carol de Anjou a preluat total puterea. Margraful Frederic a propus invadarea Italiei în 1269 atrăgând un anumit sprijin din partea ghibelinilor din Lombardia, însă planurile sale nu au fost niciodată duse la îndeplinire, iar el nu a mai jucat niciun rol în chestiunea italiană. Din 1280 el a devenit conte palatin de Saxonia.
Deoarece tatăl său îl favoriza pe fratele său vitreg, Apitz, Frederic și fratele său, Dietrich, au pornit un război împotriva tatălui lor, Albert al II-lea. Frederic a fost capturat în 1281. În 1289, după un îndelungat război, tatăl a recunoscut drepturile celor doi frați. După moartea vărului lor Frederic Tuta în 1291, Frederic și Dietrich au preluat stăpânirile acestuia, iar Frederic a primit Marca de Meissen, lăsând tatălui lor doar Marca de Landsberg. Cu toate acestea, regele romano-german Adolf de Nassau-Weilburg a considerat că Meissen și Ostmark trebuie să revină puterii imperiale după moartea lui Tuta, și a cumpărat Turingia de la Albert, care între timp acumulase multe datorii. Cei doi frați au fost din nou nevoiți să recurgă la arme pentru apărarea moștenirii lor, însă au fost constrânși să renunțe la stăpânirile pretinse de Adolf de Nassau. Frederic a rămas departe de casă până când, la moartea lui Adolf de Nassau, posesiunile i-au fost retrocedate și s-a reconciliat cu tatăl său. La puțină vreme după aceea, noul rege romano-german Albert I de Habsburg a emis pretenții asupra Turingiei fiind primind sprijiunul orașelor care doreau să devină independente (reichsunmittelbar). Forțele din Eisenach au asediat familia landgrafului în castelul din Wartburg. Totuși, Frederic a reușit să îl apere cu succes însă abia victoria din Bătălia de la Lucka din 31 mai 1307 le-a adus liniștea celor doi frați, iar regele romano-german a murit înainte de a se îndrepta din nou cu armata împotriva lor.
După moartea fratelui său Dietrich în 1307, vasalii au depus jurământul feudal doar în fața lui Frederic, deoarece Albert renunțase la stăpânire în schimbul unor subsidii anuale. Doar orașele se mai opuneau încă lui Frederic. Erfurt a fost supus cu forța armată, iar Frederic s-a reconciliat cu împăratul romano-german Henric al VII-lea, căruia inițial refuzase să i se supună. În 1310 împăratul i-a acordat posesiunile ca feude.
Cu toate acestea, disputa cu Margrafiatul Brandenburg a continuat, iar când margraful Valdemar de Brandenburg l-a luat pe prizonier pe Frederic, el a fost nevoit să își răscumpere libertatea cu 32 000 mărci de argint, cedând totodată și Luzacia Inferioară, potrivit tratatului de la Tangermünde din 1312. Luptele reluate în 1316 s-au luat sfârșit în 1317 odată cu pacea de la Magdeburg. Ca urmare a stingerii dinastiei Ascaniene, Frederic a recuperat toate pierderile anterioare, cu expceția Mărcii de Landsberg și a Luzaciei Inferioare.
Paralizat în urma unui fulger în 1321, Frederic a murit pe 16 noiembrie 1323 în Eisenach. Osemintele sale au fost ulterior strămutate la castelul Grimmenstein din Gotha, iar după demolarea acestuia la castelul Friedenstein. Astăzi mormântul lui se află în Reinhardsbrunn.

## Familia
Frederic s-a căsătorit la 1 ianuarie 1286 cu Agnes de Gorizia-Tirol (d. 14 mai 1293), fiica ducelui Meinhard al II-lea de Carintia și a Elisabeta de Bavaria (văduva lui Conradin de Hohenstaufen), cu care a avut un fiu:
- Frederic cel Șchiop (n. 9 mai 1293 – d. 13 ianuarie 1315, Zwenkau), căsătorit cu Ana (d. 22 noiembrie 1327, Wismar), fiică a ducelui Albert al II-lea de Saxonia-Wittenberg.

După moartea primei soții, Frederic s-a recăsătorit pe 24 august 1300 cu Elisabeta de Lobdeburg-Arnshaugk (n. 1286 – d. 22 august 1359, Gotha), fiica mamei sale vitrege, Cunigunda de Eisenberg. Doar doi copii rezultați din căsătoria cu Elisabeta au supraviețuit:
- Elisabeta (n. 1306–d. 1368), căsătorită cu landgraful Henric al II-lea de Hessa, în 1322;
- Frederic cel Serios, devenit margraf de Meissen în 1323.

## Biografie
- Harald Schieckel: Friedrich I. der Freidige, în: Neue Deutsche Biographie (NDB), vol. 5, Editura Duncker & Humblot, Berlin 1961, ISBN: 3-428-00186-9, pp. 518-519. (versiune online)
- Franz Xaver von Wegele: Friedrich der Freidige, Markgraf von Meißen, Landgraf von Thüringen und die Wettiner seiner Zeit (1247–1325). Ein Beitrag zur Geschichte des deutschen Reiches und der wettinischen Länder, Editura Beck, Nördlingen 1870.
- Franz Xaver von Wegele: Friedrich I. (Markgraf von Meißen) în: Allgemeine Deutsche Biographie (ADB), vol. 7, Editura Duncker & Humblot, Leipzig, 1877, pp. 560–563.
- Hanns Herzfeld: Geschichte in Gestalten, Die größen Persönlichkeiten der Geschichte von der Antike bis zum Ende des zweiten Weltkriegs, partea 1, Editura Orbis, München, 1989, ISBN: 3-572-0434-X, pp. 60-61.